# 182-га піхотна дивізія (Третій Рейх)
182-га піхотна дивізія (Третій Рейх) (нім. 182. Infanterie-Division) — піхотна дивізія Вермахту за часів Другої світової війни. Дивізія формувалася двічі, у 1942 році у Франції, але за кілька місяців була перейменована на 182-у резервну дивізію, й у квітні 1945 року на Східному фронті під час боїв у Чехословаччині.

## Історія
182-га піхотна дивізія вперше сформована 27 серпня 1942 року у західній Франції шляхом переформування Дивізії Карл (нім. Division Karl), де вона виконувала окупаційні функції у складі XXV армійського корпусу генерала артилерії В. Фармбахера. Але, вже 26 листопада 1942 року її перейменували на 182-у резервну дивізію, що продовжувала служити у Франції до висадки союзних військ у Нормандії в червні 1944 року.
Вдруге 182-га піхотна дивізія була утворена 1 квітня 1945 року у складі LXXII армійського корпусу генерала від інфантерії А. Грассера, що бився на Східному фронтові у Словаччині. Протягом місяця вела бої проти Червоної армії, доки не капітулювала у Чехословаччині.

## Райони бойових дій
- Франція (серпень — листопад 1943);
- Словаччина (квітень — травень 1945).

## Командування

### Командири
1-ше формування
- генерал-майор Карл Гюмбель (нім. Karl Gümbel) (27 серпня — 27 вересня 1942);
- генерал-майор Пауль Леттов (нім. Paul Lettow) (27 вересня — 26 листопада 1942);

2-ге формування
- генерал-лейтенант Ріхард Бальцер (нім. Richard Baltzer) (1 квітня — 8 травня 1945).

### Підпорядкованість
| Час              | Корпус              | Армія      | Група армій (округ)   | Штаб            |
| ---------------- | ------------------- | ---------- | --------------------- | --------------- |
| Перше формування |                     |            |                       |                 |
| 1942             |                     |            |                       |                 |
| 1 вересня        | XXV ак              | 7-ма армія | Група армій «D»       | Атлантичний вал |
| 26 листопада     | XXV ак              | 7-ма армія | Група армій «D»       | Дюнкерк         |
| Друге формування |                     |            |                       |                 |
| 1945             |                     |            |                       |                 |
| 1 квітня         | тк «Фельдхернхалле» | 8-ма армія | Група армій «Південь» | Словаччина      |
| 12 квітня        | LXXII ак            | 8-ма армія | Група армій «Південь» | Словаччина      |

### Склад
| 1942                                    | 1944                       |
| --------------------------------------- | -------------------------- |
| піхотний полк «A» (Sturt)               | 663-й гренадерський полк   |
| піхотний полк «B» (Plehn)               | 664-й гренадерський полк   |
| —                                       | 665-й гренадерський полк   |
| артилерійський полк «Simon»             | 1082-й артилерійський полк |
| 1082-й самокатний батальйон             | —                          |
| 1082-га інженерна рота                  | —                          |
| 1082-га рота зв'язку                    |                            |
| 1082-ге дивізійне управління постачання |                            |